# Taillandier
Pour les articles homonymes, voir Taillandier (homonymie).
Cet article possède un paronyme, voir Talandier.
 (mai 2021).
Taillandier est un métier traditionnel consistant à fabriquer des outils tranchants – on parlait jadis du « taillant » d'un outil – tels que ciseaux, cisailles, haches pour artisans et bûcherons, serpes pour agriculture et vigne.
Ce métier s'exerce dans une taillanderie, qui exploitait souvent la force hydraulique des moulins à eau. Il en reste très peu en France au XXIe siècle, la majorité ayant disparu au début des années 1900 lorsque l'industrie puis l'importation ont pris à leur charge la fabrication des outils.

## Le métier
Le taillandier est un forgeron spécialisé dans la confection des outils tranchants. Il travaille pour de nombreuses corporations tels les bouchers ou encore les agriculteurs.
Il existe différentes spécialités :
- les taillandiers en œuvres blanches : fabriquent des outils coupants ne faisant pas office d'armes,
- les taillandiers grossiers : fabriquent des ustensiles de cuisine (martinets, crémaillères.) et de gros outils (pelles, chenets, cognées, merlins ou marteaux),
- les taillandiers vrilliers (vrilles, vilebrequins) et tailleurs de limes, poinçons ou ciseaux,
- les taillandiers en fer-blanc et noir : spécialisés dans la fabrication de lanternes, entonnoirs, moules.

## Histoire

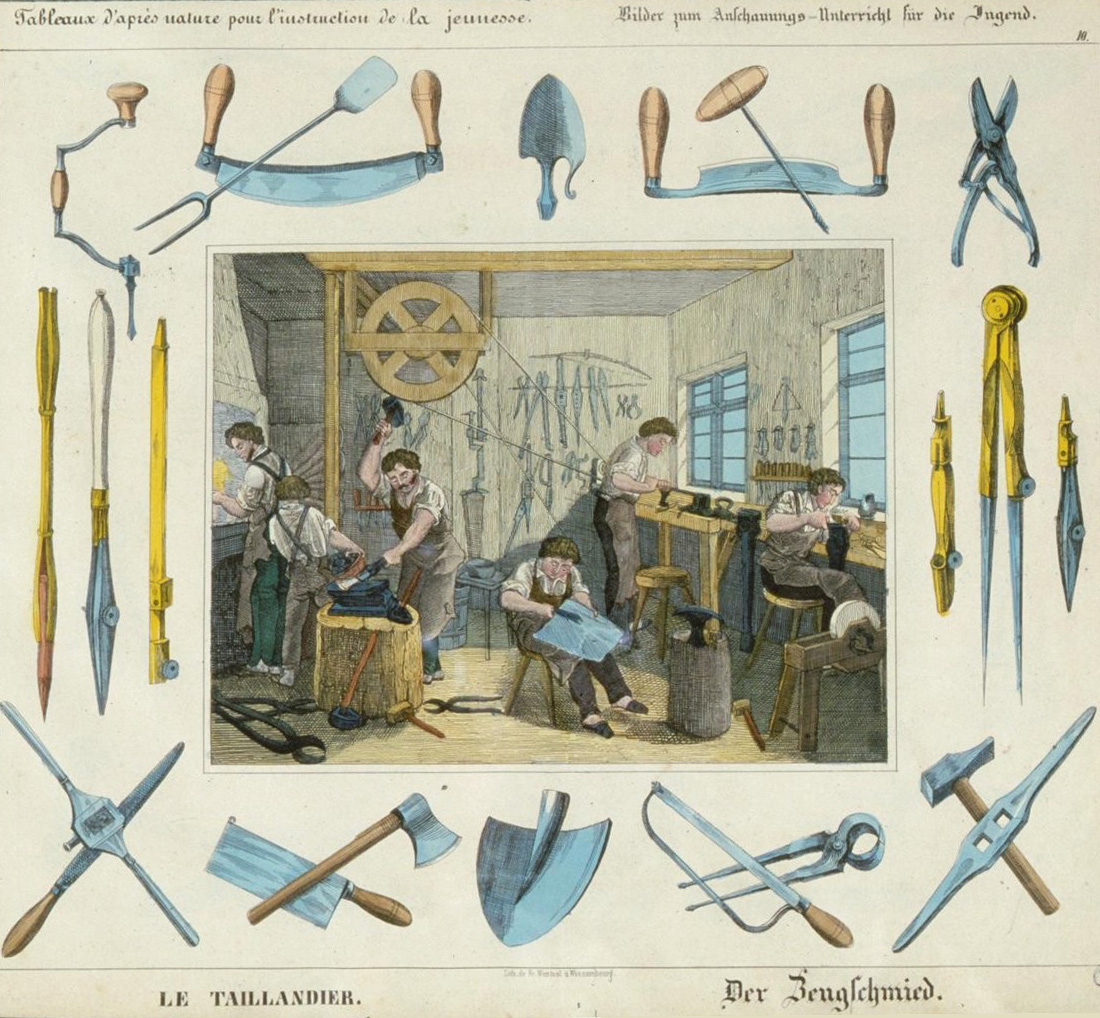
Le taillandier
(Jean Frédéric Wentzel, 1847).

## La taillanderie française auXXIesiècle
Considéré ancien métier des arts, le taillandier a presque disparu en France au XXIe siècle. En outre, la profession a recours à des aciers pour lesquels la demande est très faible : le possible arrêt de production des aciéries mettrait alors en péril les activités encore restantes[réf. nécessaire].
En attendant, la demande d'outils traditionnels se perpétue, et les taillandiers fournissent encore les corps de métiers spécialisés, travaillant notamment pour des professions d’antan comme les tailleurs de pierres pour la restauration de monuments historiques. Le taillandier fabrique également les objets aériens comme les lances et les flèches.
En 2015, Bernard Solon recrée un atelier de fabrication lors d'une exposition au Palais de Tokyo. Il est décrit comme « le dernier », « l'un des derniers », ou encore « l'ultime » maître artisan taillandier de France par les journalistes. Pour autant, la question du nombre de taillandiers encore en exercice en France n'est pas tranchée, comme le montre un reportage de France 3 de 2018 sur le métier du « dernier taillandier » de France, consacré à Jean-Luc Bonaventure en Haute-Garonne.
En 2021, la taillanderie française est toujours bien vivante, grâce à des artisans actifs dans différentes régions. On en recense notamment en Bretagne (à Langon), dans le Grand Est (à Munster et à Pommérieux), en Auvergne-Rhône-Alpes (à Clelles), et en Occitanie (à Sorèze).

## Musées
- La taillanderie de Nans-sous-Sainte-Anne , active de 1828 à 1969, est rouverte à la fin du XXe siècle à des fins touristiques et devient un musée de la taillanderie[13]. Elle est classée aux monuments historiques depuis 1984[14] ;
- En activité à partir de 1874, la taillanderie Busillet à Marthod est devenue le musée de la taillanderie Busillet. Ce musée possède une forge hydraulique avec un pilon à déplacement en état de fonctionnement[15]. Les deux martinets (marteaux-pilons) et la soufflerie de la forge sont actionnés par la force hydraulique d'un ruisseau.